# Singularitat de Prandtl-Glauert

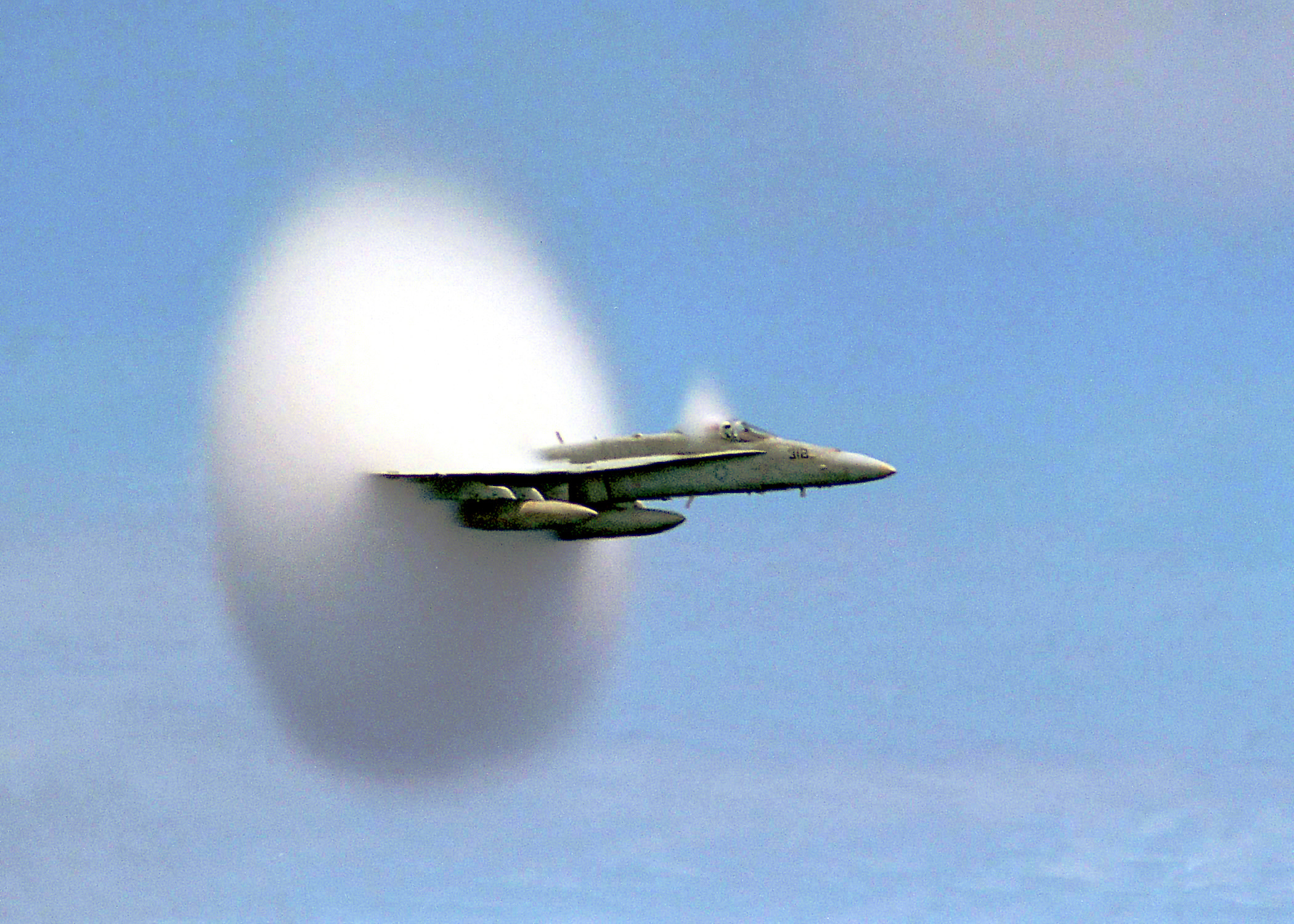
Avió F/A-18 de l'armada dels Estats Units trencant la barrera del so. El núvol és ocasionat per la singularitat de Prandtl-Glauert

La singularitat de Prandtl-Glauert és un cas de singularitat matemàtica en aerodinàmica. Si hi ha molta humitat a l'aire, quan un objecte assoleix la velocitat del so, es produeix una variació extrema de la pressió, que pot produir la condensació del vapor d'aigua que hi ha a l'aire.
Així, quan un avió travessa la barrera del so, es produeix la singularitat de Prandtl-Glauert, per la baixada sobtada de la pressió de l'aire, la qual causa un núvol de condensació visible.